# Andrzej Pawelec
Andrzej Pawelec (ur. 3 lipca 1958 w Łodzi) – polski przedsiębiorca i działacz piłkarski.

## Życiorys
W 1989 roku Andrzej Pawelec założył firmę Cin & Cin, produkującą napoje alkoholowe. Działalność prowadził w fabryce w Chociszewie pod Łodzią. Był właścicielem spółki wytwarzającej napoje energetyczne i witaminowe, inwestował też w rynek telekomunikacyjny. W 1992 roku znalazł się na 15. miejsce na liście najbogatszych Polaków tygodnika Wprost, a w 1993 roku był na 9. miejscu. Ostatni raz w rankingu zagościł w 2001 roku. Kłopoty finansowe nieco uszczupliły majątek biznesmena. Zakład w Chociszewie zawiesił produkcję, a markę Cin & Cin kupił niemiecki koncern. Andrzej Pawelec powrócił jednak do biznesu. W 2011 roku, wraz z Gminą Wyznaniową Żydowską, zajął się produkcją koszernej śliwowicy  Wspólnie z libańskim biznesmenem Ismatem Koussanem wybudowali hurtownie alkoholi w Rosji i dziewięć pozostałych w Polsce.
Od czerwca 1990 był związany jako sponsor z sekcją piłkarską Widzewa Łódź. W grudniu 1993 został prezesem klubu, wiosną 1995 jego współwłaścicielem. Od lipca 1995 był członkiem prezydium Polskiego Związku Piłki Nożnej odpowiedzialnym za sponsoring i marketing, od września 1995 wiceprezesem PZPN ds. marketingu. Po wyborze Michała Listkiewicza na prezesa PZPN w czerwcu 1999 pozostał w prezydium PZPN i zasiadał w nim do 2004. Z funkcji prezesa Widzewa zrezygnował w styczniu 1998, ale powrócił na to stanowisko pod koniec 1998 i sprawował swoją funkcję do lipca 2001. Następnie był jeszcze w klubie przewodniczącym rady nadzorczej, a swoje udziały sprzedał ostatecznie w 2004.
W 2018 został prawomocnie uniewinniony od działania na szkodę Widzewa (zarzuty dotyczyły czynów popełnionych w roku 2000).

## Nagrody
W 1993 roku od Kapituły Polskiego Klubu Biznesu otrzymał tytuł biznesmena roku.